# 최제·최혁 효자정문
최제·최혁 효자정문(崔濟·崔爀 孝子旌門)은 대한민국 경기도 양주시 광적면 우고리 마을 출신의 효자 최제와 그 후손 최혁 두 분의 효행을 기리기 위해 세워진 정문이다. 1986년 4월 15일 양주시의 향토유적 제7호로 지정되었다.

## 현지 안내문
조선 후기 이 마을 출신의 효자 최제와 그 후손 최혁 두 분의 효행을 기리기 위해 세워진 정문이다. 
효자 최제(1659~1723) 선생의 자는 여즙, 본관은 충주, 첨제중추 운형의 아들이다. 어려서부터 효성이 지극하여 의복·음식을 어른보다 먼저하지 않았고, 11세 때 모친상을 당해 슬퍼하고 죽 먹는 예절이 어른과 같았다. 부친이 객지에서 전염병을 걸렸을 때는 구걸하여 시탕했고, 지성으로 축원하여 회춘케 했다. 또 계모를 40년간 봉양하는 데 뜻을 어김이 없어 생모와 다름이 없었다고 한다.
숙종 41년(1715) 유림 대표 100여명이 양주본영에 진정한 것이 경기도관찰사를 거쳐 조정에까지 알려져, 이 해 겨울에 특히 포상, 복호의 은전과 함께 조봉대부 동몽교관에 추증되었으니, 이 사실이 예조 효행록에 기록되어 있다. 그 후 철종 5년 )1854) 11월 정문을 세우라는 예조의 지시로 이듬해 이곳 우고리 가좌동에 효자정문이 건립되었다. 
효자 최혁(1778~1838) 선생의 자는 문백, 제의 현손으로 어려서부터 성품이 온화하고 효성이 지극했다. 모친이 병환으로 눕게 되자, 대변을 맛보아 그 위중함을 알고 울면서 세번이나 손가락을 잘라 피를 입에 흘려 넣어 회춘케 한 출천대효라는 전설을 지니고 있다. 고종 6년 (1869) 양주 유림 200명의 발의로 진정, 조정에서는 이 해 12월 효자정문을 내리고 몽몽교관을 추증했다. 그뒤 또 가석대부효조참판겸동지의금부사를 추증하니, 이 사실이 예조효행록에 기록되어 있다. 
효자정문은 정면 5.15m(2칸), 측면 2.35m(1칸)의 맞배지붕에 방풍판이 달린 건물이며, 1986년 말 기와를 비롯 건물의 낡은 부분을 새로 보수하였다.